# Arondismentul Rethel
Arondismentul Rethel (în franceză Arrondissement de Rethel) este un arondisment din departamentul Ardennes, regiunea Champagne-Ardenne, Franța.

## Subdiviziuni

### Cantoane
- Cantonul Asfeld
- Cantonul Château-Porcien
- Cantonul Chaumont-Porcien
- Cantonul Juniville
- Cantonul Novion-Porcien
- Cantonul Rethel

### Comune
| 1. Acy-Romance (08001)              | 2. Aire (08004)                      | 3. Alincourt (08005)                    | 4. Amagne (08008)                   |
| 5. Ambly-Fleury (08010)             | 6. Annelles (08014)                  | 7. Arnicourt (08021)                    | 8. Asfeld (08024)                   |
| 9. Auboncourt-Vauzelles (08027)     | 10. Aussonce (08032)                 | 11. Avançon (08038)                     | 12. Avaux (08039)                   |
| 13. Balham (08044)                  | 14. Banogne-Recouvrance (08046)      | 15. Barby (08048)                       | 16. Bergnicourt (08060)             |
| 17. Bertoncourt (08062)             | 18. Biermes (08064)                  | 19. Bignicourt (08066)                  | 20. Blanzy-la-Salonnaise (08070)    |
| 21. Brienne-sur-Aisne (08084)       | 22. Chappes (08102)                  | 23. Chaumont-Porcien (08113)            | 24. Chesnois-Auboncourt (08117)     |
| 25. Château-Porcien (08107)         | 26. Le Châtelet-sur-Retourne (08111) | 27. Condé-lès-Herpy (08126)             | 28. Corny-Machéroménil (08132)      |
| 29. Coucy (08133)                   | 30. Doumely-Bégny (08143)            | 31. Doux (08144)                        | 32. Draize (08146)                  |
| 33. Faissault (08163)               | 34. Faux (08165)                     | 35. Fraillicourt (08178)                | 36. Givron (08192)                  |
| 37. Gomont (08195)                  | 38. Grandchamp (08196)               | 39. Hagnicourt (08205)                  | 40. Hannogne-Saint-Rémy (08210)     |
| 41. Hauteville (08219)              | 42. Herpy-l'Arlésienne (08225)       | 43. Houdilcourt (08229)                 | 44. Inaumont (08234)                |
| 45. Juniville (08239)               | 46. Justine-Herbigny (08240)         | 47. Lucquy (08262)                      | 48. Mesmont (08288)                 |
| 49. Mont-Laurent (08306)            | 50. Montmeillant (08307)             | 51. Ménil-Annelles (08286)              | 52. Ménil-Lépinois (08287)          |
| 53. Nanteuil-sur-Aisne (08313)      | 54. Neuflize (08314)                 | 55. La Neuville-en-Tourne-à-Fuy (08320) | 56. La Neuville-lès-Wasigny (08323) |
| 57. Neuvizy (08324)                 | 58. Novion-Porcien (08329)           | 59. Novy-Chevrières (08330)             | 60. Perthes (08339)                 |
| 61. Poilcourt-Sydney (08340)        | 62. Puiseux (08348)                  | 63. Remaucourt (08356)                  | 64. Renneville (08360)              |
| 65. Rethel (08362)                  | 66. Rocquigny (08366)                | 67. Roizy (08368)                       | 68. La Romagne (08369)              |
| 69. Rubigny (08372)                 | 70. Saint-Fergeux (08380)            | 71. Saint-Germainmont (08381)           | 72. Saint-Jean-aux-Bois (08382)     |
| 73. Saint-Loup-en-Champagne (08386) | 74. Saint-Quentin-le-Petit (08396)   | 75. Saint-Remy-le-Petit (08397)         | 76. Saulces-Monclin (08402)         |
| 77. Sault-Saint-Remy (08404)        | 78. Sault-lès-Rethel (08403)         | 79. Seraincourt (08413)                 | 80. Sery (08415)                    |
| 81. Seuil (08416)                   | 82. Son (08426)                      | 83. Sorbon (08427)                      | 84. Sorcy-Bauthémont (08428)        |
| 85. Sévigny-Waleppe (08418)         | 86. Tagnon (08435)                   | 87. Taizy (08438)                       | 88. Le Thour (08451)                |
| 89. Thugny-Trugny (08452)           | 90. Vaux-Montreuil (08467)           | 91. Vaux-lès-Rubigny (08465)            | 92. Viel-Saint-Remy (08472)         |
| 93. Vieux-lès-Asfeld (08473)        | 94. Ville-sur-Retourne (08484)       | 95. Villers-devant-le-Thour (08476)     | 96. Villers-le-Tourneur (08479)     |
| 97. Wagnon (08496)                  | 98. Wasigny (08499)                  | 99. Wignicourt (08500)                  | 100. L'Écaille (08148)              |
| 101. Écly (08150)                   |                                      |                                         |                                     |